# Професионална гимназия по селско стопанство „Ангел Кънчев“
Професионална гимназия по селско стопанство „Ангел Кънчев“ в квартал Образцов чифлик, Русе е първото земеделско училище в страната.
След Освобождението първоначално със селскостопанското образование се заемат практическите образцови чифлици, първият от които се открива в бившия Номуне чифлик, основан от турския реформатор Мидхат паша през 1865 г.
В своя доклад № 35 от 12 декември 1879 г. Григор Начович, временен министър на финансите, обосновава необходимостта от отварянето на земеделски образцови чифлици, в които земеделието да се изучава практически. В отговор на 13 декември 1879 г. излиза Указ № 374 на княз Александър I Батенберг за организиране на образцов чифлик като нисше практическо училище с пръв управител и учител по земеделие Георги Андреев Георгов и иконом-счетоводител Петър Жълтов.
С Указ № 448 от 20 юни 1883 г. на княз Александър нисшето практическо училище става средно земеделско училище. Създава се опитно поле към училището. През 1896 г. е организирана първата местна селкостопанска изложба, на която са представени лозаро-винарски отдел, нови сортове земеделски култури, овощарска продукция, пчеларство и други.
Със свои нововъведения училището участва в много международни и национални изложби и получава над 40 златни, сребърни и бронзови медали, грамоти и похвали.
През 1952 г. училището се преименува на Селскостопански техникум, а за високите му постижения – образователни и възпитателни – е обявено за образцово училище през 1976 г. Техникумът носи името на патриота и революционер Ангел Кънчев от 1983 г.
Награден е с редица държавни отличия, между които Орден „Кирил и Методий“ – I степен.
Сред възпитаниците на Професионалната гимназия по селско стопанство „Ангел Кънчев“ са много видни деятели на селскостопанската ни наука като: академик Владимир Марков – микробиолог със световна известност, създателят на нови сортове пшеница, проф. Иван Иванов, проф. Велин Койнов, проф. Неделчо Кандев, проф. д-р Тодор Кръстев, проф. д-р Янко Енчев, главния мюфтия Недим Генджев и други.
Участието на гимназията в реализацията на международни проекти спомага за интегрирането ѝ в модерното европейско образование. По програма „Леонардо да Винчи“ има реализирани три партньорски проекта, свързани с развитието на професионалното образование и обучение в областта на агроекологичното земеделие – приоритет за България през последните години.
Училището разполага с общежитие /180 места/, стол, спортна база и почивна станция на морето.